# The Velvet Underground & Nico
The Velvet Underground & Nico – debiutancki album amerykańskiego zespołu rockowego The Velvet Underground oraz współpracującej z nim wokalistki Nico, wydany 12 marca 1967 roku nakładem Verve Records. Został nagrany podczas trasy promującej projekt Andy’ego Warhola Exploding Plastic Inevitable. Zespół zyskał rozgłos poprzez eksperymentalne występy oraz kontrowersyjne tematy utworów jak np. „Heroin”.
Kontrowersyjna treść spowodowała niemal natychmiastowe wycofanie płyty z wielu sklepów muzycznych. Wiele stacji radiowych odmówiło grania, a czasopisma nie zamieszczały reklam. Klęska leżała też po stronie wydawnictwa Verve, któremu nie udało się wypromować płyty.
Pomimo relatywnie małej popularności albumu po wydaniu, stał się on jednym z najbardziej wpływowych albumów w historii. Magazyn Rolling Stone uplasował album jako 13. na liście 500. albumów wszech czasów.

## Nagrywanie

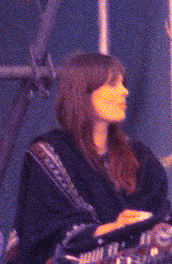
Wokale niemieckiej piosenkarki Nico znajdują się na czterech utworach, w tym na singlu „All Tomorrow’s Parties”.

The Velvet Underground & Nico zostało nagrane w następującym składzie: Lou Reed, John Cale, Sterling Morrison i Maureen Tucker. Gościnnie na płycie pojawiła się niemiecka piosenkarka Nico. Nico udzieliła się jako główna wokalistka na trzech utworach. Są to: „Femme Fatale”, „All Tomorrow’s Parties” i „I'll Be Your Mirror”. W utworze „Sunday Morning” można usłyszeć jej wokale w tle.
Część piosenek została nagrana w środku kwietnia 1966 roku, podczas czterech dni w Scepter Studios na Manhattanie. Sesje nagraniowe zostały sfinansowane przez producenta wykonawczego Columbia Records Normana Dolpha. Całkowity koszt projektu szacuje się na od 1500 do 3000 dolarów amerykańskich.
Nieco później Dolph wysłał dysk z nagraniami do Columbia myśląc, że zaangażują się oni w nagrywanie płyty. Jednak wytwórnia się nie zgodziła. Dolph próbował jeszcze namówić do wydania albumu Atlantic Records i Elektra Records. Ostatecznie album wydała Verve Records.
Nagrywanie albumu zakończyło się w listopadzie 1966 roku.

## Produkcja

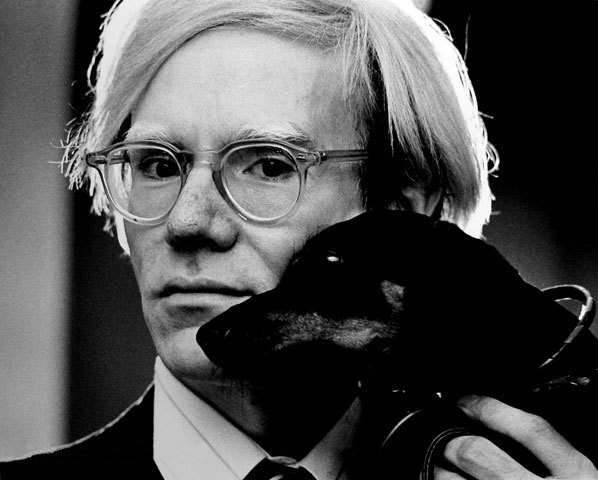
Andy Warhol zaprojektował okładkę i odgrywał ważną rolę w produkcji krążka.

Są pewne wątpliwości co do tego, kto wyprodukował album. Andy Warhol jest jedynym wspomnianym na okładce producentem.
Norman Dolph i John Licata są czasami wspominani jako producenci sesji w Scepter Studios (jednak żaden z nich nie został wspomniany na okładce). John Cale powiedział, że Tom Wilson nie jest producentem na albumie: „Zespół nigdy nie zatrudniłby tak dobrego producenta jak Tom Wilson”, powiedział także, że: „Andy Warhol nie zrobił niczego”. Istnieje mało wiarygodnych źródeł, zawierających informacje o tym, kto w rzeczywistości wyprodukował album.

## Okładka
Okładka przedstawia banana w skórce, który został zaprojektowany przez Warhola. Istnieje też okładka przedstawiająca banana obranego ze skóry. Do zrobienia okładek była potrzebna specjalna maszyna (jest to jeden z powodów opóźnienia wydania albumu).

## Recepcja i sprzedaż
Po wydaniu album był mało znany i nikt się nim nie interesował. Kontrowersyjne teksty spowodowały to, że mało sklepów chciało ten album muzyczny sprzedawać, co działało źle finansowo dla zespołu.
Album wszedł na Billboard 200 po raz pierwszy 13 maja 1967 i zajął na nim 199. miejsce. 10 czerwca 1967 roku wspiął się o cztery pozycje. Wszedł na listę ponownie 18 listopada 1967 roku, zdobywając 182 miejsce, a 16 grudnia 1967 roku zdobył nawet 172 pozycję. 6 stycznia udało mu się zdobyć tam jeszcze 193 miejsce, potem spadł z listy na pięć miesięcy. Szacuje się, że album sprzedał zaledwie 30 tysięcy kopii w Stanach Zjednoczonych.

### Docenienie przez krytyków
Dekadę później albumem zaczęli interesować się krytycy. Płyta zbierała bardzo dobre recenzje. W 2003 roku znalazła się na 13. miejscu listy 500. albumów wszech czasów dwutygodnika Rolling Stone. Znalazła się na wielu listach najlepszych albumów rockowych w historii. Znalazła się m.in. na listach: „2006 Q Magazine Readers' 100 Greatest Albums Ever”, ustanawianej przez fanów oraz na szczycie listy magazynu The Observer pt. „50 Albums That Changed Music”. W 2006 roku magazyn Time nazwał go jednym z najlepszych albumów w historii.

## Lista utworów
Strona A
| 1. | „Sunday Morning”          | 2:56  |
|    |                           |       |
| 2. | „I'm Waiting for the Man” | 4:39  |
|    |                           |       |
| 3. | „Femme Fatale”            | 2:38  |
|    |                           |       |
| 4. | „Venus in Furs”           | 5:12  |
|    |                           |       |
| 5. | „Run Run Run”             | 4:22  |
|    |                           |       |
| 6. | „All Tomorrow’s Parties”  | 6:00  |
|    |                           |       |
|    |                           | 25:47 |
|    |                           |       |
Strona B
| 1. | „Heroin”                       | 7:12  |
|    |                                |       |
| 2. | „There She Goes Again”         | 2:41  |
|    |                                |       |
| 3. | „I'll Be Your Mirror”          | 2:14  |
|    |                                |       |
| 4. | „The Black Angel's Death Song” | 3:11  |
|    |                                |       |
| 5. | „European Son”                 | 7:46  |
|    |                                |       |
|    |                                | 23:04 |
|    |                                |       |

## Twórcy
- Lou Reed – wokal, gitara
- John Cale – altówka, pianino, czelesta w „Sunday Morning”, gitara basowa, wokal
- Sterling Morrison – gitara, gitara basowa, wokal
- Maureen Tucker – perkusja
- Nico – chanson, wokal w „Femme Fatale”, „All Tomorrow’s Parties” oraz „I'll Be Your Mirror”
- Andy Warhol – producent